# 施里芬计划
施里芬計劃（德語：Schlieffen Plan）為第一次世界大戰前，德國總參謀部由阿爾弗雷德·馮·施里芬擔任總參謀長期间（1891年至1906年）所制定的一套作戰方法。其主要目標為應付來自德國東西兩面的兩個敵國—俄國與法國的夾攻，但最後該计划根据刚刚在日俄战争当中失败的俄罗斯制定。雖然由于实际实施上计划过于理想化不得不受到修改而最终没能达成预定目标，但其對日後德國的戰役發展和第二次大戰產生了巨大的影響。
此計劃近年在史學界有頗大爭議，部分史家直言「施里芬計劃」並不存在，德軍從未倚靠此假想的作戰計劃進行攻勢。

## 计划
在第一次世界大战前法国、俄罗斯结盟对抗德意志、奥匈帝国同盟，这意味着一旦彼此爆发战争德国将面临法、俄两面作战。此作戰計劃利用了俄、法兩國總動員速度之差異：由於俄國疆域遼闊，士兵眾多，回旋余地大，但其鐵路系統極不完善，故其總動員之速度大約需時一個月；而法國則只須一個星期左右則可完成總動員令但没有宽广的领土提供战争需要的回旋余地。故此德國希望在日後爆發双线战争中先尽可能的集中兵力在西線进攻法國，计划用六个星期击败法国，並在东线以小部分兵力防守俄国入侵，在攻克法國後才將軍隊調至東線以迎击俄國。
普法战争之后，法国在法、德边境建立军事要塞以重兵防卫，德国将无法从正面迅速击败法国。施里芬认为“敌人正面不是主要目标，最重要的是粉碎敌人的侧翼...攻击后方以消灭敌人”，于是施里芬计划中选择从一侧包抄的战法。施里芬计划中在左翼的德法边境部署较弱的兵力吸引法军进攻，同时集重兵于右翼，将取道比利时，沿默兹河穿过比利时进入法国，沿瓦兹河流域进攻巴黎包抄法军后方，企图一举歼灭法军主力。施里芬计划全然不顾包括德国在内的欧洲五个大国签订了条约保证比利时的中立地位，不容许比利时的中立成为德国进攻法国的障碍，德国坚信比利时弱小的军队不会以武力反抗。施里芬计划中预计英国因德国入侵比利时而参战，所以其右翼延展到法国里尔附近，其强大的右翼将在英军参战产生影响前迅速将法军歼灭。为了弥补在右翼展开最大的兵力而现役军队不足之虞，施里芬决定在前线使用预备役军人，能迅速取得胜过法军的优势。

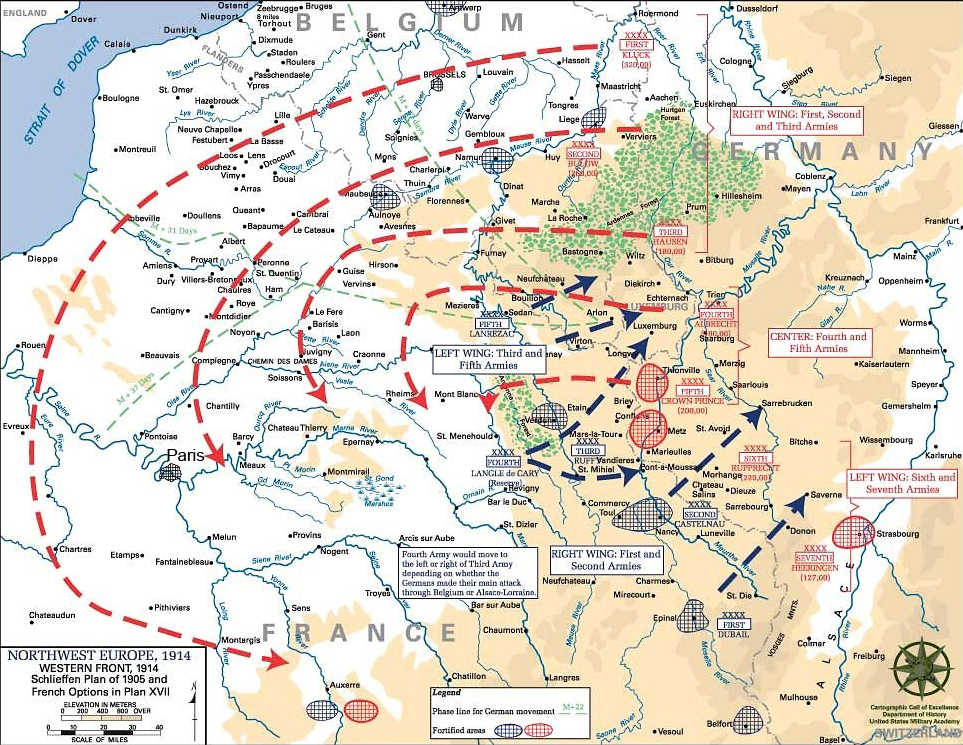
施里芬计划全圖

在东线，施里芬计划利用东普鲁士的防御工事与地形以及铁路网以比较少的兵力以防俄国入侵，施里芬计划首先集中有限兵力选择最佳机会先打击首先接触的一路俄军，然后用最快速度转移到另一条战线，直到德军在西线击败法国后调配军队回师东线迎击俄国之進犯。
施里芬计划影响深远，不仅作为第一次世界大战德军东西两线的部署以及进攻法国的计划，而且也影响了第二次世界大战期间德国在西线进攻法国计划的制定。

## 实施
在一次大戰發生後，德國总参谋长毛奇（俗称小毛奇）便立即施行施里芬計劃，但是谨慎的小毛奇一方面顾忌德、法边境的兵力不足以抵抗法国进攻，另一方面担心东线对俄国兵力不足，由于自从日俄战争之后俄罗斯现代化程度得到了巨大进步。实践当中无法像施里芬计划中设想的尽可能集中兵力于西线的右翼用于包抄法军。
當德國之精銳部隊開始進攻法國時，其參謀部卻開始發現施里芬計劃實施時有一弊病——忽視英國的存在及影响。由於此計劃需要經過比利時去攻擊法國，而比利時的地理位置對於英國的國防來說是非常重要。英國害怕當德意志帝國把比利時佔領後，會很容易渡過英吉利海峡攻擊英國，加上1907年的三國協約早已簽訂，英國便派远征军以協助法國。而该计划设想英国远征军的人数最多不超过十万人，并且英国会因远征军在设想中的西线战役中与法军一起被德军全歼而被迫退出战争。
另外，當時的戰爭技術水準使得防守優於攻擊，於是進攻的一方頂多只能贏取若干土地，卻無法迫使任何敵對的強國退出戰爭，甚至連比利時也奈何不了，所以德國在比利時浪費了一段時間，因而當德國攻佔比利時後，法國已經完成總動員令，加上外力的幫助，法國未被迅速擊潰，而此時俄國鐵路系統已較計劃制定時完善，總動員令亦已完成，故施里芬計劃完全失敗。施里芬計畫失敗的另一原因是右翼軍力的減少，原先計畫中左翼的鲁普雷希特軍團應堅守防線，不該出擊。还有一个因素，在没有机械化的一战时期，右翼大迂回的步兵长途行进后，到达巴黎附近时已经疲惫不堪，战斗力大减，法军正是趁此反攻，也是击败德军的一个契机。